# Baron Tweedmouth

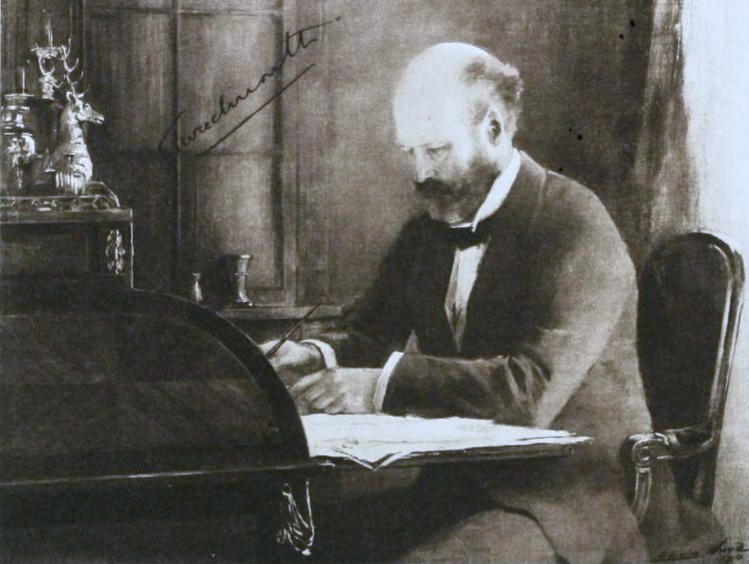
Edward Marjoribanks, 2nd Baron de Tweedmouth

Baron Tweedmouth, d'Edington dans le comté de Berwick, était un titre porté dans la Pairie du Royaume-Uni. Il fut créé en 1881 pour l'homme d'affaires et politicien libéral Sir Dudley Marjoribanks, 1er Baronet et notamment connu pour être à l'origine du développement de la célèbre race de chiens Golden Retriever,. Il y avait déjà un baronnet, de Guisachan à Beaulieu dans le comté d'Inverness, au Baronetage du Royaume-Uni 1866. Le titre fut porté plus tard par son fils, le second baron. Le premier baron a également été un politicien libéral et a notamment servi le premier seigneur de l'amirauté entre 1905 et 1908. Le titre est devenu éteint à la mort de son fils, le troisième baron, en 1935.
L'héritier présomptif pour le 3eme baron était le député conservateur Edward Marjoribanks. Cependant, il s'est suicidé en 1932.
Ishbel Hamilton-Gordon, marquise d'Aberdeen et Temair, fut la fille du premier baron.

## Barons de Tweedmouth
- Dudley Marjoribanks (1er baron Tweedmouth) (1820–1894)
- Edward Marjoribanks (2e baron Tweedmouth) (1849–1909)
- Dudley Marjoribanks (3e baron Tweedmouth) (1874–1935)